# Hereheretue
Hereheretue, également appelé Hiri-oro, est un atoll situé dans l'archipel des Tuamotu en Polynésie française. Il fait administrativement partie de la commune de Hao et de l'archipel des îles du Duc de Gloucester.

## Géographie

### Situation
Atoll le plus au nord des îles du Duc de Gloucester, Hereheretue est très isolé. Il est situé à 157 km au nord-ouest d'Anuanuraro, l'atoll le plus proche, à 450 km au sud-ouest d'Hao auquel il est administrativement rattaché, et à 488 km au sud-est de Tahiti. C'est un atoll de forme triangulaire de 9 km de longueur et 7 km de largeur maximales pour une surface de terres émergées de 4 km2. Son lagon couvre une superficie de 23 km2 et est dépourvu de passe en communication avec l'océan.

### Géologie
D'un point de vue géologique, l'atoll est l'excroissance corallienne (de quelques mètres) du sommet d'un petit mont volcanique sous-marin homonyme, qui mesure 2 810 mètres depuis le plancher océanique, formé il y a environ 55,4 à 57,3 millions d'années.

### Démographie
En 2017, Hereheretue est peuplé par 57 personnes, résidant en deux points distincts de l'île sur le motu ouest – où se trouve le principal village nommé Otetou – et sur le motu sud ; son évolution est la suivante :
| 22                                                      | 20 | 45 | 58 | 58 | 56 | 57 |
| Sources ISPF et Gouvernement de la Polynésie française. |    |    |    |    |    |    |

## Histoire
La première notification de l'atoll par un Européen aurait été faite en 1606 par le navigateur portugais Pedro Fernandes de Queirós[réf. nécessaire] qui l'aurait nommé San Pablo. La première mention attestée est celle faite en 1822 par un navire britannique du nom de Britomart qui lui donne son nom de Britomart Island. L'atoll est également visité le 12 janvier 1840 par l'Américain Charles Wilkes lors de son expédition polaire, qui le mentionne sous le nom de San Pablo.
Au XIXe siècle, Hereheretue devient un territoire français, peuplé environ 25 habitants.
En 1962, une station météorologique est installée et en 1983 un important cyclone s'abat sur l'atoll nécessitant l'évacuation de tous ses habitants.

## Économie
L'exploitation du coprah est l'une des principales activités de l'île.